# Dettenhofen (Dießen am Ammersee)
Dettenhofen ist ein Ortsteil des Marktes Dießen am Ammersee und eine Gemarkung im oberbayerischen Landkreis Landsberg am Lech.

## Geografie
Das Kirchdorf Dettenhofen liegt circa fünf Kilometer westlich von Dießen am Ammersee auf einem eiszeitlichen Drumlin.
Östlich des Dorfes fließt der Beurerbach in einer weiten Talmulde. Südlich schließt sich der Ortsteil Pitzeshofen an.

## Geschichte
Nördlich von Dettenhofen befand sich zu römischer Zeit eine Villa Rustica. Auch einige frühgeschichtliche Hügelgräber befinden sich in der Nähe des Kirchdorfes.
Dettenhofen wird 794 erstmals urkundlich erwähnt. Ein gewisser Hrimcrim mit Zustimmung seines Sohnes Tozi vermacht seinen Besitz zu Tozineshofun dem Kloster Schlehdorf.
In der Chronik des Klosters Wessobrunn wird Dettenhofen zunächst als Besitz der Herren von Dettenschwang erwähnt, jedoch wird 1170 der Zehent des Dorfes durch Papst Alexander III. dem Kloster zugesprochen. Im Urbar von 1280 ist das Dorf bereits dem Amt Landsberg zugehörig.
Im Jahr 1450 werden sechs Anwesen erwähnt.
Das Kirchdorf gehörte administrativ zum Mitteramt des Landgerichtes Landsberg, 1552 haben das Pfleggericht Rauhenlechsberg, der Bürger Hans Silberkammer aus München, der Pfarrer des Ortes und das Kloster Wessobrunn Besitz. Ein Halbhof ist selbsteigen. Ab 1593 lebte einer der drei Amtsknechte des Mitteramtes Landsberg in Dettenhofen, 1612 werden bereits 23 Anwesen gezählt.
Im Dreißigjährigen Krieg wird 1632 die Kirche durch die Schweden geplündert.
Im Jahr 1752 werden schließlich 25 Anwesen gezählt.
Im Zuge des zweiten Gemeindeedikts entstand 1818 die Gemeinde Dettenhofen.
Die erste Wasserversorgungsanlage ging 1903 in Betrieb, 1912 wird eine Posthilfsstelle errichtet, der Anschluss an das Stromnetz erfolgt 1923.
Im Ersten Weltkrieg waren in Dettenhofen 12, im Zweiten 13 Gefallene zu beklagen. Ende April 1945 kam es noch zu einem Luftangriff auf durchrückende deutsche Soldaten.
Nach dem Zweiten Weltkrieg nahm die nur 250 Personen zählende Gemeinde etwa 140 Heimatvertriebene auf.
Dettenhofen war bis zur Eingemeindung nach Dießen am Ammersee am 1. Januar 1972 eine eigenständige Gemeinde mit einer Gemeindefläche von etwa 1460 Hektar und den Orten Dettenhofen, Engenried, Hübschenried, Pitzeshofen und Ummenhausen.

### Ortsvorsteher und Bürgermeister bis zur Eingemeindung
Ortsvorsteher 1818–1870
- 1818–1833  Leonhard Graf
- 1833–1838  Josef Metzger
- 1838–1845  Kaspar Veith
- 1845–1862  Josef Weber
- 1863–1870  Anton Ludwig

Bürgermeister 1870–1971
- 1870–1882 Georg Berchthold
- 1883–1893 Heinrich Hoy
- 1893–1906 Georg Berchthold
- 1906–1921 Josef Stangl
- 1921–1935 Max Metz
- 1935–1945 Anton Ludwig
- 1945–1947 Heinrich Syfried
- 1947–1971 Jakob Unsin

Im Zuge der Gebietsreform sah sich die Gemeinde nach einer Bürgerversammlung am 28. November 1971 veranlasst, um die Aufnahme in den Markt Dießen zu ersuchen.

## Sehenswürdigkeiten
In Dettenhofen befindet sich die Filialkirche St. Martin. Die im Kern spätgotische Kirche wurde 1777 umgebaut. Der Hochaltar aus der Zeit um 1680 ist ein Frühwerk des Landsberger Bildhauers Lorenz Luidl. Der Turm wurde nach Sturmschäden 1834–1835 abgebrochen und neu errichtet. Im Jahr 1972 wurde der Innenraum umfassend renoviert, so wurden unter anderem gotische Bemalungen wiederhergestellt.
In Dettenhofen stehen vier weitere Objekte unter Denkmalschutz, siehe: Liste der Baudenkmäler in Dettenhofen

## Bodendenkmäler
Siehe: Liste der Bodendenkmäler in der Gemarkung Dettenhofen